# Во имя чести
«Сигнал к сбору» (кит. трад. 集結號, упр. 集结号, пиньинь Jí jié hào, в официальном прокате на территории России назван «Во имя чести») — антивоенный фильм китайского режиссёра Фэн Сяогана, рассказывающий о событиях периода Гражданской войны в Китае. В основе сюжета фильма лежит реальный случай, который в своём романе "Guan Si" ("Судебный процесс") описал Ян Цзиньюань (Yang Jin-Yuan); впоследствии Лю Хэн (Liu Heng) переделал роман в сценарий. В КНР премьера фильма состоялась в декабре 2007 года.

## Сюжет
Во время Хуайхайского сражения в 1948 году между китайскими коммунистами и войсками Гоминьдана командир 9-й роты 3-го батальона 139-го полка Отдельной 2-й армии Гу Цзыди получает приказ оборонять заброшенную шахту (к тому моменту после тяжёлых боёв в его роте из 120 бойцов в живых осталось всего 47). Ему приказано удерживать участок до тех пор, пока не прозвучит сигнал горна. Гу Цзыди со своими солдатами отбивает несколько атак превосходящих сил гоминьдановцев и даже сумели подбить два танка. После танковой атаки, умирающий сержант говорит капитану, что слышал сигнал. Сам Гу Цзыди вследствие контузии ничего не слышал, и, не получив утвердительного ответа от других бойцов, не отдал приказ к отступлению. К вечеру гоминьдановцы предпринимают новую атаку, в которой все, кроме самого Гу Цзыди, погибают, не дождавшись сигнала к отступлению. Раненного Гу Цзыди впоследствии обнаруживают войска народной армии, одетого в форму врага, из-за чего он был принят за военнопленного. История с униформой и тем, что он был единственным выжившим в бою, а также путаница в военной документации, усугубленная упразднением и переименование подразделения, в которой служил Цзыди, мешают ему подтвердить реальность боя и смерть своих бойцов в бою, каждый из которых все еще числится пропавшим без вести, что дает основания подозревать их в дезертирстве. Поиск тел усугублен тем, что все входы в шахту, за которую вели бой, были обрушены и тела, погребенные в ней, так и не были найдены. 
Гу Цзыди в 1950-х годах принимает участие в Корейской войне. Во время одного из заданий, боец его отряда наступает на французскую мину нажимного действия и Цзыди предпринимает попытку его спасти. Спасая бойца, Цзыди сам оказывается в ловушке и, надеясь умереть и встретить своих бойцов, вызывает срабатывание мины. Цзыди выживает, но осколок мины застревает в его голове, из-за чего он слепнет на правый глаз, а со временем начинает слепнуть и на левый. В 1955 году он возвращается на место шахты, где погибли его бойцы. Отдельная 2-я армия была давно переформирована, и сведения о роте Гу Цзыди безвозвратно утеряны среди сведений о миллионах других погибших. Гу Цзыди настаивает, что его бойцы погибли как герои, а не являются пропавшими без вести. Постоянные письма руководству и встречи с чиновниками администрации не приносят результата. 
На месте той самой шахты ведётся добыча угля, и Гу Цзыди, мешая работе шахтёров, в одиночку безуспешно пытается найти тела погибших. Он также узнаёт, что сигнал горна в 1948 году так и не прозвучал так как ими намерено пожертвовали для прикрытия отступление остального батальона, что вызывает гнев Цзыди по отношению к отдавшему приказ полковнику Лю, который был его давним другом и который впоследствии погиб во время Корейской войны. до самого последнего момента сожалея о гибели 9 роты.
Постоянные письма руководству и помощь полковника НОАК, давнего сослуживца Цзыди, в итоге приводят к тому, что все бойцы 9 роты были признаны погибшими в бою героями революции. 
В 1958 году при строительных работах были обнаружены тела бойцов роты Гу Цзыди. На месте их смерти установлен памятник с красной звездой. Гу Цзыди присутствует во время оружейного салюта в честь погибших, генерал вручает ему и личному составу его роты (посмертно) именные почётные награды Народно-освободительной армии Китая. На месте церемонии звучит сигнал горна. Фильм заканчивается сообщением, что Гу Цзыди умер в 1987 году.

## Критика и премьера
Картина привлекла внимание кинокритиков и зрителей во время показа в Пусане. 4 октября 2007 года состоялась премьера фильма во время открытия 12-го Международного кинофестиваля в Пусане (Pusan International Film Festival). Все семь тысяч билетов на сеанс были проданы в течение 17 минут с момента поступления в продажу. В марте 2008 года прошла премьера в лондонских кинотеатрах.

## В ролях
| Актёр        | Роль                                                                            |
| ------------ | ------------------------------------------------------------------------------- |
| Чжан Ханьюй  | Гу Цзыди (командир 9-й роты)                                                    |
| Дэн Чао      | Чжао Эрдоу (командир артиллерийского дивизиона)                                 |
| Юань Вэнькан | Ван Цзиньцунь (и.о.политрука 9-й роты)                                          |
| Тан Янь      | Сунь Гуйцинь (жена Ван Цзиньцуня, после его гибели выходит замуж за Чжао Эрдоу) |
| Ляо Фань     | Цзяо Дапэн (командир взвода в составе 9-й роты)                                 |
| Ван Баоцян   | Цзян Маоцай (снайпер 9-й роты)                                                  |
| Ху Цзюнь     | Лю Цзэшуй (командир 139-го полка)                                               |
| Жэнь Цюань   | политрук Сунь (политрук 9-й роты, погибший во время штурма)                     |
| Ху Мин       | Сяо Лянцзы (сигнальщик при штабе 139-го полка)                                  |
| Ли Найвэнь   | Люй Куаньгоу (сапёр 9-й роты)                                                   |
| Фу Хэн       | Ло Гуантянь (боец 9-й роты)                                                     |
| Чжао Шаокан  | «Старый ёж» (боец 9-й роты)                                                     |